# Mil·lericrínides
Els mil·lericrínides (Millericrinida) són un ordre de crinoïdeus articulats coneguts només pels seus fòssils. Van viure des de l'Ordovicià superior fins al Cretaci inferior.

## Característiques
Són crinoïdeus sèssils, units al substrat per una llarga tija calcària formada per fins ossicles articulats, arrodonits però subpentagonals prop del calze. El calze és ample, amb cinc plaques basals i cinc radials i braços robustos. El tegmen està cobert amb petites plaques poligonals.

## Taxonomia
l'ordre Millericrinida inclou tres famílies:
- Família Apiocrinitidae †
- Família Cyclocrinidae †
- Família Millericrinidae Jaeckel, 1918 †